# Ernst Schambacher
Ernst Gustav Ludwig Schambacher (* 10. Juli 1899 in Berlin; † 18. Mai 1945 in Hauska, Tschechoslowakei) war ein deutscher Jurist und Polizist. Im nationalsozialistischen Deutschen Reich wirkte er als Kriminaldirektor und Referatsleiter IV E 4 (Abwehr Nord) des Amtes IV (Gestapo) im Reichssicherheitshauptamt.

## Leben
Schambacher wurde im Jahre 1899 in Berlin geboren. Er legte das Abitur 1917 ab um sodann noch für ein Jahr als Soldat am Ersten Weltkrieg teilzunehmen, 1918 erlitt er eine Kampfgasvergiftung.
Sein anschließendes Studium der Rechtswissenschaften schloss er 1925 mit der Promotion zum Dr. jur. an der Universität Königsberg ab. Er fand eine Stelle als Kriminalkommissarsanwärter beim Polizeipräsidium Berlin und wurde nach dreijähriger Ausbildung 1928 als Kriminalkommissar übernommen.
1934 wechselte er zur Gestapo als diese von Reinhard Heydrich übernommen wurde. Er kam so als Dezernent für Westeuropa und Westdeutschland ins Gestapa. Nach Bildung des Reichssicherheitshauptamtes (RSHA) am 1. Oktober 1939 leitete er das Referat IV E 4 (Abwehr Nord) bis Mitte 1941. Anschließend wurde Schambacher im Amt VI (SD-Ausland) des RSHA verwendet.
Als Anfang Juni 1940 das RSHA zur Unterstützung des Einsatzkommandos (EK) Niederlande unter SS-Standartenführer und Oberst der Polizei Hans Nockemann in Münster eine Sonderauswertungskommission West bildete, um die vom EK festgenommenen Personen zu verhören und das beschlagnahmte Material auszuwerten, wurde Schambacher mit deren Leitung beauftragt.
Nach der Aussage seiner Frau soll er am 18. Mai 1945 im sudetenländischen Hauska verstorben sein.
Eine zweite Version besagt, dass er im Mai 1945 auf der Flucht von Berlin zu seiner Schwägerin in Bremen Suizid verübt habe. Diese Version ist belegt durch die Aussage seiner Frau kurz nach Ankunft in Bremen.